# Huara ovalis
Huara ovalis là một loài nhện trong họ Amphinectidae. Loài này phân bố ở Snareseilanden.